# Patricio Brabomalo
Patricio Brabomalo Molina (Esmeraldas, 7 de septiembre de 1977 - Quito, 17 de octubre de 2005) fue un actor, escritor y activista LGBT ecuatoriano. Fue uno de los fundadores de la Fundación Causana.

## Biografía
Realizó sus estudios secundarios en la ciudad de Portoviejo. Posteriormente se mudó a Quito, donde realizó estudios de ingeniería.
En 1998 estrenó la obra teatral 516 caricias en la Casa de la Cultura Ecuatoriana. El título de la obra hacía referencia al artículo 516 del Código Penal Ecuatoriano, en el que se criminalizaba la homosexualidad.
Publicó la obra  Homosexualidades. Plumas, maricones y tortilleras en el Ecuador del siglo XXI en 2002, que se convirtió en el primer libro ecuatoriano de no ficción en abordar la diversidad sexual.
En 2003 fundó junto a otras activistas la Fundación lésbica feminista Causana, cuyo nombre en quechua significa "vivir" y que busca promover los derechos de las personas LGBT haciendo énfasis en dar espacios a las mujeres lesbianas. Militó además en la organización FEDAEPS y fundó el llamado Grupo Drag en 1996, que realizaba talleres de transformismo y que tuvo entre sus integrantes a Pablo Gallegos, primera drag queen profesional de Ecuador y quien además era pareja sentimental de Brabomalo en esa época.
Falleció el 17 de octubre de 2005 en un accidente automobilístico mientras se transportaba de Riobamba a Quito, días después de haber participado en la apertura de la sede física de Causana. El 14 de febrero de 2013, el consejo metropolitano de Quito aprobó la creación del Premio Patricio Brabomalo para personas que hayan aportado a la lucha por los derechos de la comunidad LGBT en la ciudad, y que fue nombrado en honor a Brabomalo como reconocimiento a sus años de activismo.

## Obras
- 516 caricias (1998), teatro
- Homosexualidades. Plumas, maricones y tortilleras en el Ecuador del siglo XXI (2002), ensayo[6]